# Václav Jáchym Čejka z Olbramovic
Václav Jáchym hrabě Čejka z Olbramovic (německy Wenzel Joachim Graf Czejka von Olbramowitz, 2. října 1667, Rovná – 5. července 1754, Praha) byl český šlechtic, rakouský generál a maltézský rytíř. V armádě dosáhl hodnosti polního podmaršála a v letech 1744–1754 byl velkopřevorem Maltézského řádu v Čechách. V roce 1748 byl povýšen na hraběte.

## Životopis

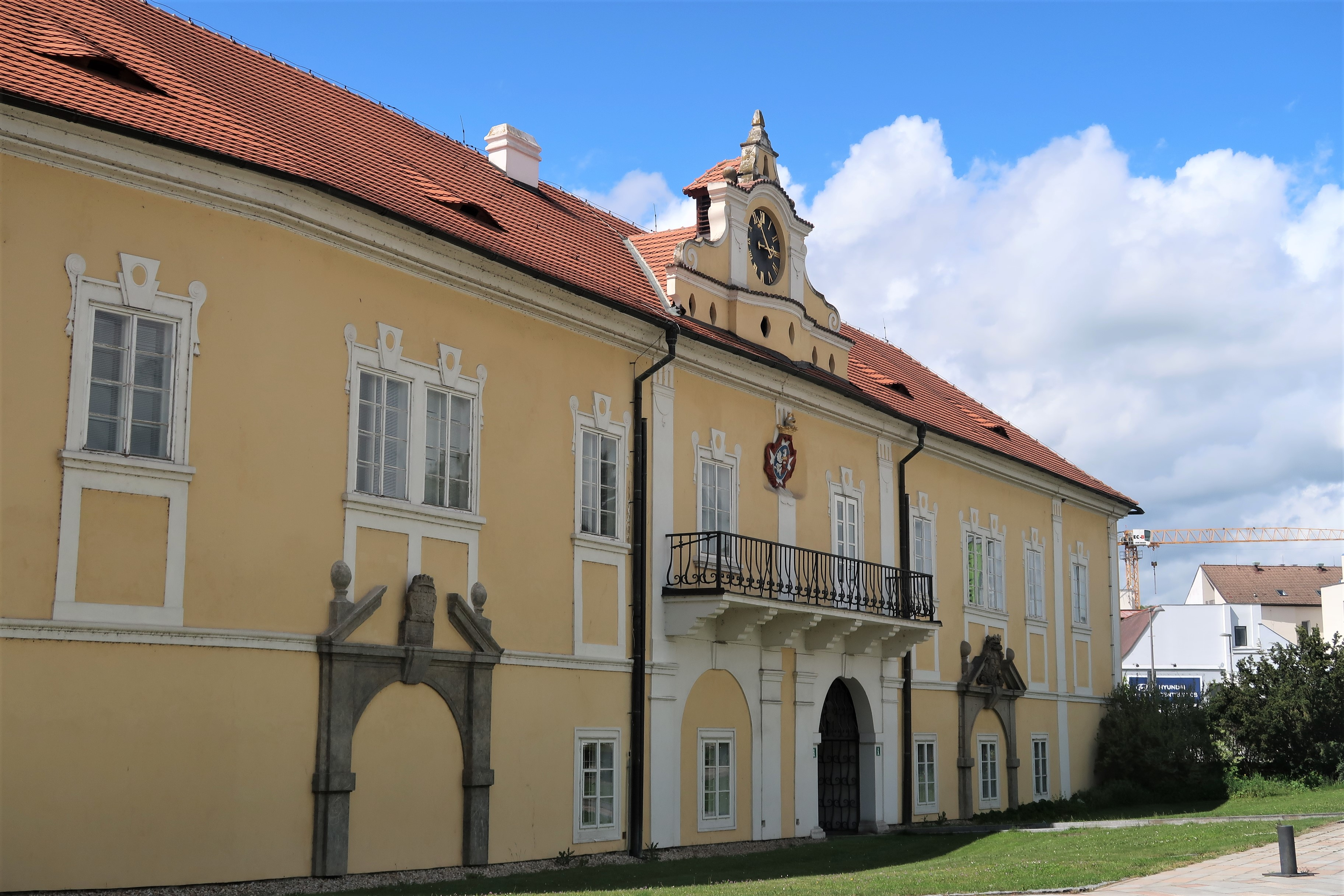
Velkopřevorská rezidence ve Strakonicích

Pocházel ze starého českého šlechtického rodu Čejků z Olbramovic, narodil se jako syn litoměřického krajského hejtmana Karla Ludvíka Čejky (†1699) a jeho manželky Anny Doroty, rozené Mědencové z Ratibořic. Studoval práva, ale již v mládí vstoupil do císařské armády, od roku 1688 byl též členem Maltézského řádu. Zúčastnil se dynastických válek v Evropě a v roce 1713 byl jako podplukovník a pokladník české provincie Maltézského řádu povýšen do stavu svobodných pánů. V armádě dosáhl hodnosti generálmajora, respektive generálního polního vachtmistra (Generalfeldwachtmeister, 1727) a nakonec byl povýšen na polního podmaršála (1733). Souběžně postupoval v hierarchii Maltézského řádu, v letech 1728–1744 byl komturem řádové komendy v Měcholupech, souběžně působil v letech 1737–1738 jako velkobailli pro německé země a od roku 1738 byl převorem pro Uherské království.
V letech 1744–1754 byl velkopřevorem Maltézského řádu v Čechách. V této funkci se snažil o zlepšení hospodářské situace zkomplikované ztrátou komend ve Slezsku během války o rakouské dědictví. Pro Maltézský řád zakoupil v Čechách nové majetky, v roce 1746 získal panství Dožice u Nepomuku (za 50 000 zlatých) a v roce 1749 Obytce u Klatov (za 84 000 zlatých). Z obyteckého panství byla se svolením Marie Terezie zřízena nová řádová komenda. Věnoval se také úpravám řádového sídla ve Strakonicích, kde rozšířil rezidenci u hradu a nechal postavit novou sýpku. Podle projektu Anselma Luraga nechal také renovovat kostel sv. Prokopa. Z jeho podnětu byly postaveny také nové fary v Radomyšli a Horní Libchavě. Pro příležitostný pobyt byl adaptován také zámek v Horní Libchavě. V zájmu zvýšení prosperity strakonického panství podporoval průmysl a založil tradici výroby punčoch. Produkce ze strakonických textilních manufaktur měla odbyt nejen v západní Evropě, ale také v Turecku a arabských zemích. V roce 1749 zavedl tradici poutí na Podsrp, kde tehdy stála jen menší kaple a až později zde byl postaven kostel. Z titulu funkce velkopřevora byl členem místodržitelského sboru Českého království, přísedícím zemského soudu a byl jmenován také císařským tajným radou. V roce 1748 byl povýšen do hraběcího stavu a byl mu polepšen erb (titul platil pouze pro České království, ale byl rozšířen i na Václavovy příbuzné a jejich potomstvo.
Zemřel ve Velkopřevorském paláci na Malé Straně v Praze v roce 1754 ve věku 86 let a byl pochován v kostele Panny Marie pod řetězem, který byl tradičním pohřebištěm Maltézských rytířů. V interiéru kostela je dochován jeho náhrobník s rodovým znakem. Erb hraběte Čejky je dochován i na dalších stavbách, například nad vstupem do velkopřevorské rezidence ve Strakonicích nebo na faře v Horní Libchavě.